# Zoran Popović
Zoran Popović (en cirílico: Зоран Поповић; Pakrac, RFS de Yugoslavia, 28 de mayo de 1988) es un futbolista serbio. Juega de portero y su equipo es el Estrella Roja de Belgrado de la Superliga de Serbia.

## Clubes
| Club                        | País    | Año           |
| --------------------------- | ------- | ------------- |
| FK Čukarički                | Serbia  | 2006-2008     |
| Bratstvo Krnjača (préstamo) | Serbia  | 2006          |
| FK Vršac (préstamo)         | Serbia  | 2007          |
| FK Palić (préstamo)         | Serbia  | 2007-2008     |
| FK Voždovac                 | Serbia  | 2008-2009     |
| FK Beograd                  | Serbia  | 2009-2011     |
| FK Voždovac                 | Serbia  | 2011-2013     |
| FK Vojvodina                | Serbia  | 2013          |
| FK Voždovac                 | Serbia  | 2014          |
| FK Napredak Kruševac        | Serbia  | 2014-2015     |
| FK Voždovac                 | Serbia  | 2015-2018     |
| F. K. Bodø/Glimt            | Noruega | 2018          |
| Estrella Roja de Belgrado   | Serbia  | 2018-presente |
| FK Čukarički (préstamo)     | Serbia  | 2023          |

Referencia.

## Palmarés

### Títulos nacionales
| Título              | Club                      | País   | Año     |
| ------------------- | ------------------------- | ------ | ------- |
| Superliga de Serbia | Estrella Roja de Belgrado | Serbia | 2018-19 |
| Superliga de Serbia | Estrella Roja de Belgrado | Serbia | 2019-20 |
| Superliga de Serbia | Estrella Roja de Belgrado | Serbia | 2020-21 |
| Copa de Serbia      | Estrella Roja de Belgrado | Serbia | 2020-21 |
| Superliga de Serbia | Estrella Roja de Belgrado | Serbia | 2021-22 |
| Copa de Serbia      | Estrella Roja de Belgrado | Serbia | 2021-22 |
| Superliga de Serbia | Estrella Roja de Belgrado | Serbia | 2023-24 |
| Copa de Serbia      | Estrella Roja de Belgrado | Serbia | 2023-24 |

### Distinciones individuales
| Distinción                             | Año     |
| -------------------------------------- | ------- |
| Equipo ideal de la Superliga de Serbia | 2016-17 |